# Hej, tulipán, tulipán
A Hej, tulipán, tulipán kezdetű magyar népdalt Kiss Áron gyűjtötte Jász-Nagykun-Szolnok vármegyében.
Számos szövegváltozata ismert. Bródy János szövegével Koncz Zsuzsa énekli a dalt az 1993-ban megjelent Ne veszítsd el a fejed című lemezén.
Feldolgozások:
| Szerző          | Mire                                        | Mű                                    | Előadás |
| --------------- | ------------------------------------------- | ------------------------------------- | ------- |
| Kodály Zoltán   | kétszólamú ének                             | Bicinia Hungarica, II. füzet, 79. dal | [ 4 ]   |
| Kodály Zoltán   | szoprán, tenor, zongora                     | Nyolc kis duett, 6. darab             | [ 5 ]   |
| Karai József    | ének, zongora                               | Pianoforte II. 18. dal                |         |
| Szőnyi Erzsébet | két szólam, hegedű, furulya, csengő, kisdob | Kapujáték                             |         |
| Bartók Béla     | zongora                                     | Gyermekeknek, I. füzet, 6. darab      | [ 7 ]   |
| Petres Csaba    | két furulya                                 | Tarka madár, 1. és 36. kotta          |         |
| Ludvig József   | ének, gitárakkordok                         | Kis kacsa fürdik…, 5. oldal           |         |

## Kotta és dallam
| Hej, tulipán, tulipán, teljes szegfű, szarkaláb, tele kertem zsályával szerelemnek lángjával. | Nyisd ki rózsám kapudat, hadd kerüljem váradat, rózsafának illatja az én szívem biztatja. |

## Felvételek
- Szőlőhegyen keresztül_Hej Jancsika, Jancsika_A malomnak nincsen köve_Hej tulipán, tulipán. Szaniszló Piroska  YouTube (2015. június 5.)  (Hozzáférés: 2016. február 9.) (audió) 2:44-től.
- Hej, tulipán. Ovitévé  YouTube (2012. szeptember 25.)  (Hozzáférés: 2016. március 26.) (videó)
- Bartók Béla:  Elvesztettem páromat, Hej tulipán, tulipán. Magyar Állami Operaház zenekara  YouTube (2016. február 22.)  (Hozzáférés: 2016. március 15.) (audió) cimbalom és népi zenekar; 0:40-től.

## Kapcsolódó lapok
- tulipán
- szegfű
- szarkaláb
- zsálya